# Jonsdorf
Jonsdorf este o comună din landul Saxonia, Germania, aflată în valea munților Zittau.
1. ↑  Alle politisch selbständigen Gemeinden mit ausgewählten Merkmalen am 31.12.2018 (4. Quartal) (în germană), Statistisches Bundesamt[*], arhivat din original la 10 martie 2019, accesat în 10 martie 2019